# Valjancin Bjal'kevič
Valjancin Bjalʹkevič, anche noto come Valentin Belkevich (in bielorusso Валянцін Бялькевіч?, in russo Валентин Николаевич Белькевич?; Minsk, 27 gennaio 1973 – Kiev, 1º agosto 2014), è stato un calciatore bielorusso, di ruolo centrocampista.
È scomparso nel 2014 all'età di 41 anni a seguito di una trombosi.

## Carriera

### Club
Durante la sua carriera ha giocato con varie squadre di club, ma principalmente con la Dinamo Kiev, con cui conta 222 presenze e 51 reti.

### Nazionale
Con la Nazionale bielorussa conta 56 presenze e 10 reti.

## Palmarès

### Club

#### Competizioni nazionali
- Campionato bielorusso: 5

Dinamo Minsk: 1992, 1992-1993, 1993-1994, 1994-1995, 1995
- Coppa di Bielorussia: 2

Dinamo Minsk: 1992, 1994
- Campionato ucraino: 9

Dinamo Kiev: 1995-1996, 1996-1997, 1997-1998, 1998-1999, 1999-2000, 2000-2001, 2002-2003, 2003-2004, 2006-2007
- Coppa d'Ucraina: 8

Dinamo Kiev: 1995-1996, 1997-1998, 1998-1999, 1999-2000, 2002-2003, 2004-2005, 2005-2006, 2006-2007
- Supercoppa d'Ucraina: 3

Dinamo Kiev: 2004, 2006, 2007

#### Competizioni internazionali
- Coppa dei Campioni della CSI: 4

Dinamo Kiev: 1996, 1997, 1998, 2002

### Individuale
- Calciatore bielorusso dell'anno: 1

1995